# Уэст, Доминик
До́миник Дже́рард Фрэ́нсис И́глтон Уэст (англ. Dominic Gerard Francis Eagleton West; род. 15 октября 1969, Шеффилд, Йоркшир, Англия) — британский актёр. Наибольшую известность получил как исполнитель роли детектива Джима Макналти в сериале «Прослушка». Кроме того, сыграл в таких фильмах, как «Рок-звезда» (2001), «Ганнибал: Восхождение» (2007), «300 спартанцев» (2007), «Каратель: Территория войны» (2008). Дважды номинировался на премию «Золотой глобус» (2012, 2015).

## Биография
Один из семи детей в семье. У него пять сестёр и один брат. В театре начал играть с 9 лет. В 1995 году окончил Гилдхалльскую школу музыки и драмы. Его заметили после выхода фильмов «Чикаго» (2002), и «Улыбка Моны Лизы» (2003). Много работает в Королевском национальном театре, где играет в спектаклях «Чайка», «Как вам это понравится», и «Рок-н-ролл».
Женат на Кэтрин Фицджералд, имеет четверых детей, а также дочь от первого гражданского брака.

## Фильмография
| Год       |    | Русское название                         | Оригинальное название                        | Роль                                       |
| --------- | -- | ---------------------------------------- | -------------------------------------------- | ------------------------------------------ |
| 1995      | ф  | Ричард III                               | Richard III                                  | Генри Ричмонд, коммандер флота             |
| 1996      | ф  | Прожить жизнь с Пикассо                  | Surviving Picasso                            | Пабло Пикассо                              |
| 1999      | ф  | Сон в летнюю ночь                        | A Midsummer Night's Dream                    | Лисандр                                    |
| 1999      | ф  | Звёздные войны. Эпизод I: Скрытая угроза | Star Wars Episode I: The Phantom Menace      | дворцовый стражник                         |
| 1999      | ф  | Рождественская песнь                     | A Christmas Carol                            | Фред                                       |
| 2000      | ф  | 28 дней                                  | 28 Days                                      | Джаспер                                    |
| 2001      | ф  | Жизнь и приключения Николаса Никльби     | The Life and Adventures of Nicholas Nickleby | сэр Малберри Хоук                          |
| 2001      | ф  | Рок-звезда                               | Rock Star                                    | Кирк Кадди (гитарист «Steel Dragon»)       |
| 2002      | ф  | На десять минут старше                   | Ten minutes older                            | молодой человек                            |
| 2002      | ф  | Чикаго                                   | Chicago                                      | Фред Кейсли                                |
| 2003      | ф  | Улыбка Моны Лизы                         | Mona Lisa Smile                              | Билл Данбар                                |
| 2004      | ф  | Забытое                                  | The Forgotten                                | Эш Коррелл                                 |
| 2007      | ф  | 300 спартанцев                           | 300                                          | коррумпированный спартанский политик Ферон |
| 2006—2006 | с  | Шоу Кэтрин Тейт                          | The Catherine Tate Show                      | актёр                                      |
| 2007      | ф  | Ганнибал: Восхождение                    | Ганнибал: Восхождение (фильм)                | инспектор Паскаль Попиль                   |
| 2002—2008 | с  | Прослушка                                | The Wire                                     | детектив Джеймс «Джимми» Макналти          |
| 2008—2008 | с  | Любовница Дьявола                        | The Devil's Whore                            | Оливер Кромвель                            |
| 2008      | ф  | Каратель: Территория войны               | Punisher: War Zone                           | Билли Руссо / Джигсо                       |
| 2009      | ф  | Из времени во время                      | From Time to Time                            | Кэкстон                                    |
| 2010      | ф  | Центурион                                | Centurion                                    | Вирил                                      |
| 2011      | ф  | Агент Джонни Инглиш: Перезагрузка        | Johnny English Reborn                        | Саймон Эмброуз                             |
| 2011      | мф | Секретная служба Санта-Клауса            | Arthur Christmas                             | эльф (голос)                               |
| 2011      | ф  | Экстрасенс                               | The Awakening                                | учитель истории Роберт Мэллори             |
| 2011—2011 | с  | Час                                      | The Hour                                     | Гектор Мэдден                              |
| 2011—2012 | с  | Попечитель                               | Appropriate Adult                            | Фред Уэст                                  |
| 2012      | ф  | Джон Картер                              | John Carter                                  | Саб Тан                                    |
| 2013      | ф  | Бертон и Тейлор                          | Burton and Taylor                            | Ричард Бёртон                              |
| 2014      | ф  | Воспоминания о будущем                   | Testament of Youth                           | мистер Бриттен                             |
| 2014—2019 | с  | Любовники                                | The Affair                                   | Ноа Соллоуэй                               |
| 2014      | ф  | Гордость                                 | Pride                                        | Джонатан Блэйк                             |
| 2016      | ф  | Гений                                    | Genius                                       | Эрнест Хемингуэй                           |
| 2016      | ф  | Финансовый монстр                        | Money Monster                                | Уолт Кэмби                                 |
| 2016      | мф | В поисках Дори                           | Finding Dory                                 | Раддер (голос)                             |
| 2017      | ф  | Квадрат                                  | The Square                                   | Джулиан Гиджони                            |
| 2018      | ф  | Tomb Raider: Лара Крофт                  | Tomb Raider                                  | Ричард Крофт                               |
| 2018      | с  | Отверженные                              | Les Misérables                               | Жан Вальжан                                |
| 2019—2020 | с  | Без гроша                                | Brassic                                      | Доктор Крис Кокс                           |
| 2021      | с  | Погоня за любовью                        | Pursuit of Love                              | дядя Мэтью                                 |
| 2022—2023 | с  | Корона                                   | The Crown                                    | принц Чарльз                               |
| 2022      | ф  | Аббатство Даунтон: Новая эра             | Downton Abbey: A New Era                     | Гай Декстер                                |

## Награды и номинации
Полный перечень наград и номинаций — на сайте IMDB
| Год  | Премия                                | Номинация                                           | Название работы | Результат |
| ---- | ------------------------------------- | --------------------------------------------------- | --------------- | --------- |
| 2003 | Премия Гильдии киноактёров США        | Лучший актёрский состав в игровом кино              | Чикаго          | Победа    |
| 2012 | Золотой глобус                        | Лучшая мужская роль — мини-сериал или телефильм     | Час             | Номинация |
| 2015 | Золотой глобус                        | Лучшая мужская роль в телевизионном сериале — драма | Любовники       | Номинация |
| 2012 | BAFTA TV Awards                       | Лучшая мужская роль                                 | Попечитель      | Номинация |
| 2014 | BAFTA TV Awards                       | Лучшая мужская роль                                 | Бёртон и Тейлор | Номинация |
| 2012 | Телевизионный фестиваль в Монте-Карло | Лучший актёр мини-сериала                           | Попечитель      | Номинация |
| 2015 | Премия «Спутник»                      | Лучшая мужская роль в телевизионном сериале — драма | Бёртон и Тейлор | Номинация |
| 2015 | Премия «Спутник»                      | Лучшая мужская роль — мини-сериал или телефильм     | Любовники       | Победа    |
| 2016 | Премия «Спутник»                      | Лучшая мужская роль — мини-сериал или телефильм     | Любовники       | Победа    |
| 2023 | Премия Гильдии киноактёров США        | Лучший актёрский состав в драматическом сериале     | Корона          | Номинация |
| 2024 | Золотой глобус                        | Лучшая мужская роль в телевизионном сериале — драма | Корона          | Номинация |
| 2024 | Премия Гильдии киноактёров США        | Лучший актёрский состав в драматическом сериале     | Корона          | Номинация |
| 2024 | BAFTA TV Awards                       | Лучшая мужская роль                                 | Корона          | Номинация |
| 2024 | Прайм-таймовая премия «Эмми»          | Лучшая мужская роль в драматическом телесериале     | Корона          | Номинация |